# Persone di nome Andrew
| Questa pagina contiene informazioni ricavate automaticamente dalle voci biografiche con l'ausilio del template Bio e di un bot. L'aggiornamento è periodico e automatico e ricostruisce completamente la pagina. Se manca una persona in questa lista, sei pregato di non aggiungerla, ma accertati piuttosto che la sua voce biografica contenga il template Bio e che i dati anagrafici siano correttamente compilati. Se il template Bio manca, inseriscilo tu stesso o, in alternativa, metti l'avviso {{tmp\|Bio}} che ne segnala la mancanza. Se i dati riportati sono sbagliati, correggi direttamente la voce biografica; le modifiche saranno visibili in questa lista entro pochi giorni. Per chiarimenti vedi il progetto antroponimi. La lista contiene solo le 729 persone che sono citate nell'enciclopedia e per le quali è stato implementato correttamente il template Bio. Pagina aggiornata al 6 ago 2025. |

Questa è una lista di persone presenti nell'enciclopedia che hanno il nome Andrew, suddivise per attività principale.

## Allenatori di baseball(1)
- A.J. Hinch, allenatore di baseball e ex giocatore di baseball statunitense (Waverly, n. 1974)

## Allenatori di calcio(23)
- Andy Butler, allenatore di calcio e ex calciatore inglese (Doncaster, n. 1983)
- Andy Clement, allenatore di calcio e ex calciatore gallese (Cardiff, n. 1967)
- Andrew Cohen, allenatore di calcio e ex calciatore maltese (Paola, n. 1981)
- Andy Cole, allenatore di calcio e ex calciatore inglese (Nottingham, n. 1971)
- Andrew Crofts, allenatore di calcio e ex calciatore gallese (Chatham, n. 1984)
- Andy Dawson, allenatore di calcio e ex calciatore inglese (Northallerton, n. 1978)
- Andrew Hughes, allenatore di calcio, dirigente sportivo e ex calciatore inglese (Stockport, n. 1978)
- Andy Impey, allenatore di calcio e ex calciatore inglese (Londra, n. 1971)
- Andy King, allenatore di calcio e ex calciatore gallese (Maidenhead, n. 1988)
- Andy Kirk, allenatore di calcio e ex calciatore nordirlandese (Belfast, n. 1979)
- Andy Leaning, allenatore di calcio e ex calciatore inglese (Howden, n. 1963)
- Andy Marshall, allenatore di calcio e ex calciatore inglese (Bury St Edmunds, n. 1975)
- Stuart McCall, allenatore di calcio e ex calciatore scozzese (Leeds, n. 1964)
- Bobby Mimms, allenatore di calcio e ex calciatore inglese (York, n. 1963)
- Andy Morrell, allenatore di calcio e ex calciatore inglese (Doncaster, n. 1974)
- Andy Morrison, allenatore di calcio e ex calciatore scozzese (Inverness, n. 1970)
- Andrew Ord, allenatore di calcio e ex calciatore inglese (Huddersfield, n. 1979)
- Andy Payton, allenatore di calcio e ex calciatore inglese (Whalley, n. 1967)
- Andy Preece, allenatore di calcio e ex calciatore inglese (Evesham, n. 1967)
- Andy Reid, allenatore di calcio e ex calciatore irlandese (Dublino, n. 1982)
- Andy Roxburgh, allenatore di calcio e ex calciatore scozzese (Glasgow, n. 1943)
- Andy Scott, allenatore di calcio e ex calciatore inglese (Epsom, n. 1972)
- Andrew Wilson, allenatore di calcio e calciatore scozzese (Irvine, n. 1879 - † 1945)

## Allenatori di football americano(2)
- Andy MacDonald, allenatore di football americano statunitense (Flint, n. 1930 - Ludington, † 1985)
- Andy Reid, allenatore di football americano statunitense (Los Angeles, n. 1958)

## Allenatori di hockey su ghiaccio(3)
- Andrew Brunette, allenatore di hockey su ghiaccio e ex hockeista su ghiaccio canadese (Greater Sudbury, n. 1973)
- Andy Delmore, allenatore di hockey su ghiaccio e ex hockeista su ghiaccio canadese (Windsor, n. 1976)
- Andrew Raycroft, allenatore di hockey su ghiaccio e ex hockeista su ghiaccio canadese (Belleville, n. 1980)

## Allenatori di pallacanestro(3)
- Andrew Chrabascz, allenatore di pallacanestro e ex cestista statunitense (Portsmouth, n. 1994)
- Andy Enfield, allenatore di pallacanestro statunitense (Shippensburg, n. 1969)
- Andy Russo, allenatore di pallacanestro statunitense (Evanston, n. 1948)

## Allenatori di tennis(2)
- Andy Murray, allenatore di tennis e ex tennista britannico (Glasgow, n. 1987)
- Andrew Whittington, allenatore di tennis e ex tennista australiano (Williamstown, n. 1993)

## Alpinisti(2)
- Andrew Irvine, alpinista britannico (Birkenhead, n. 1902 - Everest, † 1924)
- Andrew McAuley, alpinista e canoista australiano (Goulburn, n. 1968 - Mar di Tasman, † 2007)

## Ammiragli(1)
- Andrew Mitchell, ammiraglio britannico (Dunfermline, n. 1757 - Bermuda, † 1806)

## Arbitri di rugby a 15(1)
- Andrew Brace, arbitro di rugby a 15 irlandese (Cardiff, n. 1988)

## Archeologi(1)
- Colin Renfrew, archeologo britannico (Stockton-on-Tees, n. 1937 - Cambridge, † 2024)

## Architetti del paesaggio(1)
- Andrew Jackson Downing, architetto del paesaggio e scrittore statunitense (Newburgh, n. 1815 - Hudson, † 1852)

## Arcivescovi cattolici(2)
- Andrew Eugene Bellisario, arcivescovo cattolico statunitense (Alhambra, n. 1956)
- Andrew Nkea Fuanya, arcivescovo cattolico camerunese (Widikum, n. 1965)

## Arpisti(1)
- Andrew Lawrence-King, arpista britannico (Guernsey, n. 1959)

## Artisti(1)
- Andrew J. Grayson, artista e ornitologo statunitense (Grayson, n. 1819 - Mazatlán, † 1869)

## Artisti marziali misti(1)
- Drew Dober, artista marziale misto statunitense (Omaha, n. 1988)

## Assassini(1)
- Andrew P. Kehoe, assassino statunitense (Tecumseh, n. 1872 - Bath, † 1927)

## Assassini seriali(1)
- Andrew Cunanan, serial killer statunitense (National City, n. 1969 - Miami Beach, † 1997)

## Assiriologi(1)
- Andrew R. George, assiriologo britannico (n. 1955)

## Astronauti(4)
- Andrew Allen, ex astronauta statunitense (Filadelfia, n. 1955)
- Andrew Feustel, ex astronauta e geofisico statunitense (Lancaster, n. 1965)
- Andrew Morgan, astronauta statunitense (Morgantown, n. 1976)
- Andrew Thomas, ex astronauta australiano (Adelaide, n. 1951)

## Astronomi(8)
- Andrew C. Becker, astronomo statunitense (n. 1973)
- Andrew Crommelin, astronomo britannico (Cushendun, n. 1865 - Londra, † 1939)
- Andrew Ellicott Douglass, astronomo statunitense (Contea di Windsor, n. 1867 - Tucson, † 1962)
- Andrew Graham, astronomo irlandese (Fermanagh, n. 1815 - Cambridge, † 1908)
- Andrew Lowe, astronomo canadese (Calgary, n. 1959)
- Andrew J. Noymer, astronomo statunitense (n. 1971)
- Andrew R. Pearce, astronomo australiano (n. 1966)
- Andrew Vanden Heuvel, astronomo statunitense (n. 1982)

## Atleti paralimpici(1)
- Andrew Newell, ex atleta paralimpico australiano (Terrigal, n. 1978)

## Avvocati(1)
- Andrew Horatio Reeder, avvocato e politico statunitense (Easton, n. 1807 - Easton, † 1864)

## Banchieri(1)
- Andrew Bailey, banchiere britannico (Leicester, n. 1959)

## Bassisti(1)
- Andy Rourke, bassista britannico (Manchester, n. 1964 - New York, † 2023)

## Batteristi(3)
- Andrew Cyrille, batterista statunitense (Brooklyn, n. 1939)
- Andy McCulloch, batterista inglese (Bournemouth, n. 1945)
- Andy Ward, batterista britannico (Epsom, n. 1952)

## Biblisti(1)
- Andrew Steinmann, biblista e teologo statunitense (Cincinnati, n. 1954)

## Biologi(1)
- Andrew Zachary Fire, biologo statunitense (Palo Alto, n. 1959)

## Botanici(3)
- Andrew Bloxam, botanico, naturalista e prete britannico (Rugby, n. 1813 - Harborough Magna, † 1878)
- Andrew James Henderson, botanico britannico (Surrey, n. 1950)
- Andrew Murray, botanico, entomologo e avvocato britannico (Edimburgo, n. 1812 - Kensington, † 1878)

## Canoisti(1)
- Andrew Trim, ex canoista australiano (n. 1968)

## Canottieri(3)
- Andrew Cooper, ex canottiere australiano (n. 1964)
- Andrew Crosby, ex canottiere canadese (n. 1965)
- Andrew Triggs Hodge, canottiere britannico (Halton, n. 1979)

## Cantanti(16)
- Andy Abraham, cantante britannico (Londra, n. 1964)
- Andy Bey, cantante e showman statunitense (Newark, n. 1939 - Englewood, † 2025)
- Andy Bell, cantante britannico (Peterborough, n. 1964)
- Andy Biersack, cantante e pianista statunitense (Cincinnati, n. 1990)
- Andy Hallett, cantante e attore statunitense (Osterville, n. 1975 - Los Angeles, † 2009)
- Andrew Lambrou, cantante australiano (Sydney, n. 1998)
- Andrew McDermott, cantante britannico (Newcastle upon Tyne, n. 1966 - † 2011)
- Andrew McMahon, cantante e compositore statunitense (Concord, n. 1982)
- Andy Partridge, cantante, chitarrista e produttore discografico britannico (Mtarfa, n. 1953)
- Andrew Ridgeley, cantante, chitarrista e produttore discografico britannico (Windlesham, n. 1963)
- Andrew Roachford, cantante britannico (Londra, n. 1965)
- Andrew Stockdale, cantante e chitarrista australiano (Brisbane, n. 1976)
- Andrew Strong, cantante irlandese (Dublino, n. 1973)
- Darroh Sudderth, cantante statunitense (Sulphur Springs, n. 1981)
- Andrew VanWyngarden, cantante e polistrumentista statunitense (Columbia, n. 1983)
- Andrew Wood, cantante e bassista statunitense (Columbus, n. 1966 - Seattle, † 1990)

## Cantautori(7)
- Bazzi, cantautore e produttore discografico statunitense (Canton, n. 1997)
- Andy Burrows, cantautore e polistrumentista britannico (Winchester, n. 1979)
- Andy Fairweather Low, cantautore e chitarrista gallese (Ystrad Mynach, n. 1948)
- Andrew Gold, cantautore e polistrumentista statunitense (Burbank, n. 1951 - Los Angeles, † 2011)
- Hozier, cantautore e musicista irlandese (Bray, n. 1990)
- Koji, cantautore e chitarrista statunitense (Harrisburg, n. 1987)
- Roo Panes, cantautore inglese (Wimborne Minster, n. 1988)

## Cardinali(1)
- Andrew Yeom Soo-jung, cardinale e arcivescovo cattolico sudcoreano (Anseong, n. 1943)

## Cavalieri(1)
- Andrew Hoy, cavaliere australiano (Culcairn, n. 1959)

## Chirurghi(1)
- Andrew Smith, chirurgo, naturalista e esploratore scozzese (Hawick, n. 1797 - Londra, † 1872)

## Chitarristi(8)
- Andy Bell, chitarrista e bassista gallese (Cardiff, n. 1970)
- Andrew Craighan, chitarrista inglese (n. 1970)
- Andrew Freeman, chitarrista statunitense (Los Angeles)
- Andrew Goddard, chitarrista australiano (Perth)
- Andrew Latimer, chitarrista, flautista e compositore britannico (Guildford, n. 1949)
- Andy Powell, chitarrista e cantante britannico (Stepney, n. 1950)
- Andy Summers, chitarrista e compositore britannico (Poulton-le-Fylde, n. 1942)
- Andrew York, chitarrista, compositore e pittore statunitense (Atlanta, n. 1958)

## Ciclisti su strada(5)
- Andrew August, ciclista su strada e ciclocrossista statunitense (Rochester, n. 2005)
- Andrew Fenn, ex ciclista su strada e pistard britannico (Birmingham, n. 1990)
- Andrew Vancoillie, ex ciclista su strada e ciclocrossista belga (Gand, n. 1979)
- Steven De Decker, ex ciclista su strada e ciclocrossista belga (Dendermonde, n. 1982)
- Andrew Weaver, ex ciclista su strada statunitense (Columbus, n. 1959)

## Comici(2)
- Andrew Dice Clay, comico e attore statunitense (New York, n. 1957)
- Andy Kaufman, comico e attore statunitense (New York, n. 1949 - Los Angeles, † 1984)

## Compositori(4)
- Andrew Culver, compositore e programmatore canadese (Morristown, n. 1953)
- Andrew Lloyd Webber, compositore britannico (Londra, n. 1948)
- Andrew Lockington, compositore canadese (Burlington, n. 1974)
- Andrew March, compositore inglese (n. 1973)

## Condottieri(1)
- Andrew de Moray, condottiero e patriota scozzese († 1297)

## Conduttori televisivi(3)
- Andrew Castle, conduttore televisivo, allenatore di tennis e ex tennista britannico (Epsom, n. 1963)
- Andy Cohen, conduttore televisivo, imprenditore e blogger statunitense (Saint Louis, n. 1968)
- Andrew Zimmern, conduttore televisivo statunitense (New York, n. 1961)

## Crickettisti(1)
- Andrew Flintoff, crickettista inglese (Preston, n. 1977)

## Criminologi(1)
- Andrzej Rzepliński, criminologo e giudice polacco (Ciechanów, n. 1949)

## Critici letterari(1)
- Jonathan Bate, critico letterario e biografo britannico (Kent, n. 1958)

## Critici musicali(1)
- Andrew Porter, critico musicale e organista britannico (Città del Capo, n. 1928 - Londra, † 2015)

## Danzatori(1)
- Andy Tennant, ballerino, regista e sceneggiatore statunitense (Chicago, n. 1955)

## Danzatori su ghiaccio(1)
- Andrew Poje, danzatore su ghiaccio canadese (Kitchener, n. 1987)

## Diplomatici(3)
- Andrew Cohen, diplomatico inglese (n. 1909 - † 1968)
- Andrew Gurr, diplomatico e politico britannico (n. 1944)
- Andrew Dickson White, diplomatico e storico statunitense (Homer, n. 1832 - Ithaca, † 1918)

## Direttori d'orchestra(4)
- Andrew Davis, direttore d'orchestra britannico (Ashridge, n. 1944 - Chicago, † 2024)
- Andrew Litton, direttore d'orchestra statunitense (New York, n. 1959)
- Andrew Parrott, direttore d'orchestra britannico (n. 1947)
- Andrew Penny, direttore d'orchestra britannico (Kingston upon Hull)

## Direttori della fotografia(2)
- Andrew Laszlo, direttore della fotografia ungherese (Pápa, n. 1926 - Bozeman, † 2011)
- Andrew Lesnie, direttore della fotografia australiano (Sydney, n. 1956 - Sydney, † 2015)

## Dirigenti d'azienda(2)
- Andy Jassy, manager statunitense (Scarsdale, n. 1968)
- Andrew King, manager britannico (n. 1948)

## Disc jockey(2)
- Andy C, disc jockey e produttore discografico britannico (Walsall, n. 1976)
- Andrew Weatherall, disc jockey, musicista e produttore discografico britannico (Windsor, n. 1963 - Londra, † 2020)

## Doppiatori(1)
- Andrew Sabiston, doppiatore, attore e scrittore canadese (London, n. 1965)

## Editori(1)
- Andrew Fluegelman, editore e programmatore statunitense (n. 1943 - Tiburon, † 1985)

## Esploratori(1)
- Andrew Sublette, esploratore statunitense (Somerset, n. 1808)

## Fisici(3)
- Andrew Jack, fisico e esploratore australiano (Melbourne, n. 1885 - † 1966)
- Andrew Noble, fisico britannico (Greenock, n. 1831 - † 1915)
- Andrew Strominger, fisico statunitense (Cambridge, n. 1955)

## Fisiologi(1)
- Andrew Huxley, fisiologo e biofisico inglese (Hampstead, n. 1917 - Grantchester, † 2012)

## Fondisti(3)
- Andrew Musgrave, fondista britannico (Poole, n. 1990)
- Andrew Newell, fondista statunitense (Bennington, n. 1983)
- Andrew Young, fondista britannico (Huntly, n. 1992)

## Fumettisti(2)
- Andrew Hussie, fumettista statunitense (Massachusetts, n. 1979)
- Andy Kubert, fumettista statunitense (n. 1962)

## Funzionari(1)
- Andrew Saul, funzionario statunitense (Katonah, n. 1946)

## Generali(2)
- Andrew McNaughton, generale, politico e scienziato canadese (Moosomin, n. 1887 - Montréal, † 1966)
- Andrew Rollo, V lord Rollo, generale e nobile britannico (Duncrub, n. 1703 - Leicester, † 1765)

## Ginnasti(1)
- Andrew Neu, ginnasta e multiplista statunitense (St. Louis, n. 1873 - St. Louis, † 1959)

## Giocatori di baseball(8)
- Andrew Benintendi, giocatore di baseball statunitense (Cincinnati, n. 1994)
- Andrew Brown, ex giocatore di baseball statunitense (Dallas, n. 1984)
- Drew Butera, ex giocatore di baseball statunitense (Evansville, n. 1983)
- Andy Cooper, giocatore di baseball statunitense (Waco, n. 1898 - Waco, † 1941)
- Rube Foster, giocatore di baseball e allenatore di baseball statunitense (Calvert, n. 1879 - Kankakee, † 1930)
- Andrew McCutchen, giocatore di baseball statunitense (Fort Meade, n. 1986)
- Andrew Miller, giocatore di baseball statunitense (Gainesville, n. 1985)
- Andrew Romine, giocatore di baseball statunitense (Winter Haven, n. 1985)

## Giocatori di football americano(35)
- Andrew Adams, giocatore di football americano statunitense (Fayetteville, n. 1992)
- Drew Lock, giocatore di football americano statunitense (Columbia, n. 1996)
- Andrew Beck, giocatore di football americano statunitense (Tampa, n. 1996)
- Andrew Bernardini, ex giocatore di football americano brasiliano (Londra, n. 1994)
- Andy Bolton, ex giocatore di football americano statunitense (Memphis, n. 1954)
- Andrew Booth Jr., giocatore di football americano statunitense (Dacula, n. 2000)
- Andy Dalton, giocatore di football americano statunitense (Katy, n. 1987)
- Andrew DePaola, giocatore di football americano statunitense (Contea di Baltimora, n. 1987)
- Andrew Donnal, giocatore di football americano statunitense (Monclova, n. 1992)
- A.J. Epenesa, giocatore di football americano statunitense (Lenexa, n. 1998)
- Andy Farkas, giocatore di football americano statunitense (Clay Center, n. 1916 - Traverse City, † 2001)
- Drew Forbes, giocatore di football americano statunitense (Bonne Terre, n. 1997)
- Andy Frederick, ex giocatore di football americano statunitense (Oak Park, n. 1954)
- Andrew Gachkar, giocatore di football americano statunitense (Cheraw, n. 1988)
- Andrew Gardner, ex giocatore di football americano statunitense (Tyrone, n. 1986)
- Andy Heck, ex giocatore di football americano e allenatore di football americano statunitense (Fargo, n. 1967)
- Andrew Jackson, giocatore di football americano statunitense (Lakeland, n. 1992)
- Andrew James, ex giocatore di football americano francese
- Andy Katzenmoyer, ex giocatore di football americano statunitense (Kettering, n. 1977)
- Andy Lee, giocatore di football americano statunitense (Westminster, n. 1982)
- Andy Levitre, ex giocatore di football americano statunitense (Los Gatos, n. 1986)
- Andrew Luck, ex giocatore di football americano statunitense (Washington, n. 1989)
- Ladd McConkey, giocatore di football americano statunitense (Chatsworth, n. 2001)
- Andrew McDonald, ex giocatore di football americano statunitense (Indianapolis, n. 1988)
- Andrew Mukuba, giocatore di football americano zimbabwese (Harare, n. 2002)
- Andrew Norwell, giocatore di football americano statunitense (Cincinnati, n. 1991)
- Andrew Pocrnic, giocatore di football americano canadese (Saskatoon, n. 1996)
- Andrew Quarless, ex giocatore di football americano statunitense (Uniondale, n. 1988)
- Andy Robustelli, giocatore di football americano statunitense (Stamford, n. 1926 - Stamford, † 2011)
- Andrew Sendejo, giocatore di football americano statunitense (San Antonio, n. 1987)
- Andrew Thomas, giocatore di football americano statunitense (Lithonia, n. 1999)
- Andrew Van Ginkel, giocatore di football americano statunitense (Rock Valley, n. 1997)
- Andrew Walter, ex giocatore di football americano statunitense (Scottsdale, n. 1982)
- Andrew Whitworth, ex giocatore di football americano statunitense (Monroe, n. 1981)
- Andrew Wylie, giocatore di football americano statunitense (Hemlock, n. 1994)

## Giocatori di freccette(1)
- Andrew Gilding, giocatore di freccette inglese (Earsham, n. 1970)

## Giocatori di poker(2)
- Andy Black, giocatore di poker irlandese (Belfast, n. 1965)
- Andy Bloch, giocatore di poker statunitense (New Haven, n. 1969)

## Giocatori di snooker(1)
- Andrew Higginson, giocatore di snooker inglese (Widnes, n. 1977)

## Giornalisti(2)
- Andrew Cohen, giornalista canadese (n. 1955)
- Andrew Morton, giornalista, scrittore e biografo britannico (Dewsbury, n. 1953)

## Golfisti(1)
- Andy North, golfista statunitense (Thorp, n. 1950)

## Graffiti writer(1)
- Zephyr, writer statunitense (New York)

## Hockeisti su ghiaccio(7)
- Andy Bathgate, hockeista su ghiaccio e allenatore di hockey su ghiaccio canadese (Winnipeg, n. 1932 - Brampton, † 2016)
- Andy Brickley, ex hockeista su ghiaccio statunitense (Melrose, n. 1961)
- Andrew Cogliano, hockeista su ghiaccio canadese (Toronto, n. 1987)
- Andrew Ference, ex hockeista su ghiaccio canadese (Edmonton, n. 1979)
- Andy Greene, hockeista su ghiaccio statunitense (Trenton, n. 1982)
- Andy Hilbert, ex hockeista su ghiaccio statunitense (Howell, n. 1981)
- Andrew Yogan, hockeista su ghiaccio canadese (Coconut Creek, n. 1991)

## Illusionisti(1)
- Andrew Basso, illusionista italiano (Borgo Valsugana, n. 1985)

## Imprenditori(6)
- Andrew Carnegie, imprenditore e filantropo scozzese (Dunfermline, n. 1835 - Lenox, † 1919)
- Andrew McCollum, imprenditore statunitense (California, n. 1983)
- Andrew Mellon, imprenditore, banchiere e politico statunitense (Pittsburgh, n. 1855 - Southampton, † 1937)
- Drew Scott, imprenditore e attore canadese (Vancouver, n. 1978)
- Andrew Wilson, imprenditore australiano (Geelong, n. 1974)
- Andrew Yang, imprenditore e filantropo statunitense (Schenectady, n. 1975)

## Informatici(8)
- Andrew Glassner, informatico e scrittore statunitense (n. 1960)
- Andy Hertzfeld, programmatore statunitense (Filadelfia, n. 1953)
- Drew Houston, informatico e imprenditore statunitense (Acton, n. 1983)
- Andrew Morton, programmatore australiano (Inghilterra, n. 1959)
- Andrew Ng, informatico statunitense (n. 1976)
- Andy Rubin, informatico statunitense (Chappaqua, n. 1963)
- Andrew Stuart Tanenbaum, informatico statunitense (White Plains, n. 1944)
- Andrew Chi-Chih Yao, informatico cinese (Shanghai, n. 1946)

## Ingegneri(3)
- Andrew Donald Booth, ingegnere, fisico e informatico britannico (Elmbridge, n. 1918 - † 2009)
- Andrew Green, ingegnere britannico (n. 1965)
- Andrew Grove, ingegnere e imprenditore ungherese (Budapest, n. 1936 - Santa Clara, † 2016)

## Insegnanti(1)
- Andrew Quitmeyer, docente, conduttore televisivo e artista statunitense (Raleigh, n. 1986)

## Inventori(1)
- Andrew Kay, inventore statunitense (Akron, n. 1919 - Vista, † 2014)

## Islamisti(1)
- Andrew Rippin, islamista canadese (Londra, n. 1950 - Victoria, † 2016)

## Linguisti(2)
- Andrew Dalby, linguista, traduttore e storico britannico (Liverpool, n. 1947)
- Andrew Pawley, linguista australiano (Sydney, n. 1941)

## Lottatori(1)
- Andrew Rein, ex lottatore statunitense (Stoughton, n. 1958)

## Lunghisti(1)
- Andrew Howe, lunghista e velocista statunitense  |NazionalitàNaturalizzato = italiano (Los Angeles, n. 1985)

## Matematici(5)
- Andrew Granville, matematico britannico (n. 1962)
- Andrew Hodges, matematico britannico (Londra, n. 1949)
- Jonathan Mestel, matematico e scacchista inglese (Cambridge, n. 1957)
- Andrew Prentice, matematico e astrofisico australiano
- Andrew Wiles, matematico britannico (Cambridge, n. 1953)

## Medici(4)
- Andrew Viktor Schally, medico polacco (Wilno, n. 1926 - Miami Beach, † 2024)
- Andrew Taylor Still, medico, inventore e politico statunitense (Contea di Lee, n. 1828 - † 1917)
- Andrew Wakefield, medico britannico (Eton, n. 1956)
- Andrew Weil, medico statunitense (Filadelfia, n. 1942)

## Mercanti(1)
- Andrew Myrick, mercante statunitense (n. 1832 - † 1862)

## Mezzofondisti(3)
- Andrew Osagie, mezzofondista britannico (n. 1988)
- Andy Vernon, mezzofondista britannico (Fareham, n. 1986)
- Andrew Wheating, ex mezzofondista statunitense (Norwich, n. 1987)

## Militari(7)
- Andrew Henry, militare britannico (Woolwich, n. 1823 - Plymouth, † 1870)
- Jack Lummus, militare statunitense (Contea di Ellis, n. 1915 - Iwo Jima, † 1945)
- Andrew Edward McKeever, militare e aviatore canadese (Listowel, n. 1894 - Toronto, † 1919)
- Andrew Murray, militare scozzese (n. 1298 - † 1338)
- Andrew Parker Bowles, ex ufficiale britannico (Surrey, n. 1939)
- Andrew Scott Waugh, ufficiale britannico (n. 1810 - † 1878)
- Andrew Robinson Stoney, ufficiale irlandese (n. 1747 - † 1810)

## Modelli(1)
- Andrew Stetson, modello canadese (Oakville, n. 1979)

## Montatori(1)
- Andrew Weisblum, montatore statunitense (Cleveland, n. 1971)

## Musicisti(5)
- Andrew Wyatt, musicista, cantautore e produttore discografico statunitense (New York, n. 1971)
- Andrew Bird, musicista e cantautore statunitense (Chicago, n. 1973)
- Andrew Eldritch, musicista britannico (n. 1959)
- Andy Irvine, musicista irlandese (Londra, n. 1942)
- Andrew W.K., musicista e cantautore statunitense (Los Angeles, n. 1979)

## Naturalisti(1)
- Andrew Pritchard, naturalista e ottico inglese (Hackney, n. 1804 - Highbury, † 1882)

## Neuroscienziati(1)
- Andrew Newberg, neuroscienziato statunitense (Filadelfia, n. 1966)

## Nobili(3)
- Andrew Bruce, XI conte di Elgin e XV conte di Kincardine, nobile e militare scozzese (n. 1924)
- Andrew Harclay, nobile e militare britannico (Westmorland, n. 1270 - Carlisle, † 1323)
- Andrew Russell, XV duca di Bedford, nobile inglese (Londra, n. 1962)

## Nuotatori(11)
- Andrew Abruzzo, nuotatore statunitense (Filadelfia, n. 1999)
- Andrew Astbury, ex nuotatore britannico (Leeds, n. 1960)
- Boy Charlton, nuotatore australiano (Crows Nest, n. 1907 - Avalon, † 1975)
- Andrew Gemmell, nuotatore statunitense (Columbia, n. 1991)
- Andrew Hurd, nuotatore canadese (Cambridge, n. 1982)
- Andrew Jameson, ex nuotatore britannico (Crosby, n. 1965)
- Drew Kibler, nuotatore statunitense (Carmel, n. 2000)
- Andrew Lauterstein, nuotatore australiano (Melbourne, n. 1987)
- Andrew Mewing, nuotatore australiano (n. 1981)
- Andrew Seliskar, ex nuotatore statunitense (Charlotte, n. 1996)
- Andrew Wilson, ex nuotatore statunitense (n. 1993)

## Ostacolisti(3)
- Andrew Pozzi, ostacolista britannico (Leamington Spa, n. 1992)
- Andrew Riley, ostacolista giamaicano (Saint Thomas, n. 1988)
- Andy Turner, ex ostacolista britannico (Nottingham, n. 1980)

## Pallanuotisti(1)
- Drew McDonald, ex pallanuotista statunitense (Vancouver, n. 1955)

## Pallavolisti(4)
- Andrew Benesh, ex pallavolista statunitense (Rancho Palos Verdes, n. 1995)
- Andrew Benz, ex pallavolista statunitense (Yorba Linda, n. 1994)
- Andrew Hein, pallavolista statunitense (Hinsdale, n. 1984)
- Andrew Nally, pallavolista statunitense (Rochester, n. 1988)

## Pastori protestanti(1)
- Andrew Young, pastore protestante, politico e diplomatico statunitense (New Orleans, n. 1932)

## Pattinatori di short track(2)
- Andrew Gabel, ex pattinatore di short track statunitense (Chicago, n. 1964)
- Andrew Murtha, ex pattinatore di short track australiano (Parramatta, n. 1965)

## Pesisti(1)
- Andy Bloom, ex pesista e discobolo statunitense (Stamford, n. 1973)

## Pianisti(1)
- Andrew Hill, pianista e compositore statunitense (Chicago, n. 1931 - Jersey City, † 2007)

## Piloti automobilistici(6)
- Andrew Cowan, pilota automobilistico e dirigente sportivo britannico (Duns, n. 1936 - Berwick-upon-Tweed, † 2019)
- Andy Linden, pilota automobilistico statunitense (Brownsville, n. 1922 - Torrance, † 1987)
- Andy Priaulx, pilota automobilistico britannico (Guernsey, n. 1974)
- Andy Rouse, pilota automobilistico britannico (Dymock, n. 1947)
- Andy Sutcliffe, pilota di Formula 1 britannico (Mildenhall, n. 1947 - Pluckley, † 2015)
- Andrew Tang, ex pilota automobilistico singaporiano (Singapore, n. 1994)

## Piloti motociclistici(2)
- Andrew Pitt, pilota motociclistico australiano (Kempsey, n. 1976)
- Andrew Stroud, pilota motociclistico neozelandese (Wellington, n. 1967)

## Pistard(1)
- Andrew Tennant, ex pistard e ciclista su strada britannico (Wolverhampton, n. 1987)

## Pittori(1)
- Andrew Wyeth, pittore e artista statunitense (Chadds Ford, n. 1917 - Chadds Ford, † 2009)

## Poeti(4)
- Andrew Joron, poeta e scrittore statunitense
- Andrew Marvell, poeta e politico inglese (Winestead, n. 1621 - Londra, † 1678)
- Andrew McMillan, poeta britannico (n. 1988)
- Banjo Paterson, poeta e giornalista australiano (Narrambla, n. 1864 - Sydney, † 1941)

## Polistrumentisti(2)
- Andy Bown, polistrumentista e compositore britannico (Beckenham, n. 1946)
- Andrew Watt, polistrumentista e produttore discografico statunitense (New York, n. 1990)

## Politici(32)
- Andrew Adams, politico e avvocato statunitense (Stratford, n. 1736 - Litchfield, † 1797)
- Lamar Alexander, politico statunitense (Maryville, n. 1940)
- Andrew Bartlett, politico e attivista australiano (Brisbane, n. 1964)
- Andy Beshear, politico e avvocato statunitense (Louisville, n. 1977)
- Andy Biggs, politico statunitense (Tucson, n. 1958)
- Andrew Bonar Law, politico britannico (Rexton, n. 1858 - Londra, † 1923)
- Andrew Jackson Bryant, politico statunitense (Effingham, n. 1831 - Baia di San Francisco, † 1888)
- Andrew Clyde, politico e ex militare statunitense (Ontario, n. 1963)
- Andrew Cuomo, politico e giurista statunitense (New York, n. 1957)
- Andrew R. T. Davies, politico gallese (n. 1968)
- Andrew Duff, politico britannico (Birkenhead, n. 1950)
- Andrew Fahie, politico anglo-verginiano (Tortola, n. 1970)
- Andrew Fisher, politico scozzese (Crosshouse, n. 1862 - Londra, † 1928)
- Andrew Fletcher, politico scozzese (Saltoun, n. 1655 - Londra, † 1716)
- Andrew Garbarino, politico statunitense (Sayville, n. 1984)
- Andrew Ginther, politico statunitense (Columbus, n. 1975)
- Andrew Griffith, politico e dirigente d'azienda inglese (Bexleyheath, n. 1971)
- Andy Harris, politico statunitense (New York, n. 1957)
- Andrew Holness, politico giamaicano (Spanish Town, n. 1972)
- Andy Ireland, politico statunitense (Cincinnati, n. 1930 - Sarasota, † 2024)
- Andrew Jackson, politico statunitense (Waxhaw, n. 1767 - Nashville, † 1845)
- Andrew Johnson, politico e militare statunitense (Raleigh, n. 1808 - Elizabethton, † 1875)
- Andy Kim, politico statunitense (Boston, n. 1982)
- Andy Levin, politico statunitense (Berkley, n. 1960)
- Andrew H. Longino, politico statunitense (Contea di Lawrence, n. 1854 - Jackson, † 1942)
- Andrew Ryan McGill, politico statunitense (Saegertown, n. 1840 - Saint Paul, † 1905)
- Andrew H. Mickle, politico statunitense (New York, n. 1805 - Bayside, † 1863)
- Andrew Jackson Montague, politico statunitense (n. 1862 - † 1937)
- Andrew B. Moore, politico statunitense (Spartanburg, n. 1807 - Marion, † 1873)
- Andrew Murray, I visconte Dunedin, politico e giudice scozzese (Edimburgo, n. 1849 - Edimburgo, † 1942)
- Andrew Scheer, politico canadese (Ottawa, n. 1979)
- Andrew Volstead, politico statunitense (Kenyon, n. 1860 - Granite Falls, † 1947)

## Politologi(1)
- Andrew Bacevich, politologo statunitense (Normal, n. 1947)

## Presbiteri(2)
- Andrew Bell, prete scozzese (St Andrews, n. 1753 - Cheltenham, † 1832)
- Andrew of Wyntoun, presbitero e poeta scozzese

## Produttori cinematografici(6)
- Andrew Form, produttore cinematografico statunitense (New York, n. 1969)
- Andrew Lowe, produttore cinematografico irlandese (n. 1968)
- Andrew Macdonald, produttore cinematografico britannico (n. 1966)
- Jerry Perenchio, produttore cinematografico statunitense (Fresno, n. 1930 - Bel Air, † 2017)
- Andrew Scheinman, produttore cinematografico, sceneggiatore e regista statunitense (Chicago, n. 1948)
- Andrew Stevens, produttore cinematografico, regista e attore statunitense (Memphis, n. 1955)

## Produttori discografici(4)
- Andy Gray, produttore discografico e compositore britannico (n. 1970)
- Andrew Loog Oldham, produttore discografico, imprenditore e compositore britannico (Paddington, n. 1944)
- Andy Paley, produttore discografico e compositore statunitense (Washington, n. 1952 - Colchester, † 2024)
- Andrew Wade, produttore discografico e musicista statunitense (Ocala, n. 1984)

## Pugili(2)
- Andrew Maynard, ex pugile statunitense (n. 1964)
- Andrew Selby, pugile britannico (Barry, n. 1988)

## Rapper(2)
- Abdominal, rapper canadese (Toronto, n. 1974)
- Andy Mineo, rapper statunitense (Syracuse, n. 1988)

## Registi(18)
- Andrew Adamson, regista, sceneggiatore e produttore cinematografico neozelandese (Auckland, n. 1966)
- Andrew Ahn, regista e sceneggiatore statunitense (Los Angeles, n. 1985)
- Andrew Birkin, regista e sceneggiatore britannico (Chelsea, n. 1945)
- Andrew Davis, regista statunitense (Chicago, n. 1946)
- Andrew Dominik, regista e sceneggiatore australiano (Wellington, n. 1967)
- Andy Fickman, regista, sceneggiatore e produttore cinematografico statunitense (Midland, n. 1970)
- Andrew Fleming, regista, sceneggiatore e attore statunitense (n. 1963)
- Andrew Goldberg, regista, produttore cinematografico e sceneggiatore statunitense (n. 1968)
- Andrew Haigh, regista, sceneggiatore e produttore cinematografico britannico (Harrogate, n. 1973)
- Andrew Jarecki, regista e produttore cinematografico statunitense
- Andrew Lau, regista, produttore cinematografico e direttore della fotografia hongkonghese (n. 1960)
- Andrew Marton, regista, montatore e produttore cinematografico ungherese (Budapest, n. 1904 - Santa Monica, † 1992)
- Andrew V. McLaglen, regista e produttore cinematografico britannico (Londra, n. 1920 - Friday Harbor, † 2014)
- Andy Milligan, regista e produttore cinematografico statunitense (Saint Paul, n. 1929 - Los Angeles, † 1991)
- Andrew Niccol, regista, sceneggiatore e produttore cinematografico neozelandese (Paraparaumu, n. 1964)
- Andy Sidaris, regista e sceneggiatore statunitense (Chicago, n. 1931 - Beverly Hills, † 2007)
- Andrew Stanton, regista, sceneggiatore e produttore cinematografico statunitense (Rockport, n. 1965)
- Andrew L. Stone, regista, produttore cinematografico e sceneggiatore statunitense (Oakland, n. 1902 - Los Angeles, † 1999)

## Religiosi(2)
- Andrew Kerins, religioso irlandese (Ballymote, n. 1840 - Cloghboley, † 1915)
- Andrew Voidovius, religioso polacco

## Rugbisti a 13(2)
- Andy Farrell, ex rugbista a 13, rugbista a 15 e allenatore di rugby a 15 britannico (Wigan, n. 1975)
- Andrew Leeds, ex rugbista a 13, rugbista a 15 e fisioterapista australiano (Sydney, n. 1964)

## Rugbisti a 15(27)
- Andrew Blades, ex rugbista a 15 e allenatore di rugby a 15 australiano (Sydney, n. 1967)
- Andrew Blowers, ex rugbista a 15 e allenatore di rugby a 15 neozelandese (Auckland, n. 1975)
- Andrew Conway, rugbista a 15 irlandese (Dublino, n. 1991)
- Andy Craig, rugbista a 15 e imprenditore britannico (St Helens, n. 1976)
- Andy Dalton, ex rugbista a 15, allenatore di rugby a 15 e dirigente sportivo neozelandese (Dunedin, n. 1951)
- Andy Earl, ex rugbista a 15 e allenatore di rugby a 15 neozelandese (Christchurch, n. 1961)
- Andrew Ellis, ex rugbista a 15 neozelandese (Christchurch, n. 1984)
- Andy Gomarsall, ex rugbista a 15 britannico (Durham, n. 1974)
- Andy Goode, rugbista a 15 e dirigente d'azienda britannico (Coventry, n. 1980)
- Andy Haden, rugbista a 15 neozelandese (Wanganui, n. 1950 - Auckland, † 2020)
- Gavin Hastings, ex rugbista a 15 e ex giocatore di football americano britannico (Edimburgo, n. 1962)
- Andrew Henderson, rugbista a 15 britannico (Chatham, n. 1980)
- Andrew Hore, ex rugbista a 15 neozelandese (Dunedin, n. 1978)
- Butch James, ex rugbista a 15 sudafricano (Johannesburg, n. 1979)
- Andrew Lewis, rugbista a 15 e dirigente d'azienda britannico (Swansea, n. 1973)
- Andy Marinos, ex rugbista a 15 e dirigente sportivo zimbabwese (Salisbury, n. 1972)
- Andy McIntyre, ex rugbista a 15 australiano (Toowoomba, n. 1955)
- Andrew Mehrtens, ex rugbista a 15 e allenatore di rugby a 15 neozelandese (Durban, n. 1973)
- Drew Mitchell, ex rugbista a 15 australiano (Liverpool, n. 1984)
- Andrew Porter, rugbista a 15 irlandese (Dublino, n. 1996)
- Andy Ripley, rugbista a 15, imprenditore e dirigente d'azienda britannico (Liverpool, n. 1947 - East Grinstead, † 2010)
- Andrew Sheridan, ex rugbista a 15, musicista e compositore britannico (Bromley, n. 1979)
- Andrew Skeen, rugbista a 15 britannico (Edimburgo, n. 1984)
- Andrew Slack, ex rugbista a 15, allenatore di rugby a 15 e giornalista australiano (Brisbane, n. 1955)
- Andrew Trimble, rugbista a 15 irlandese (Coleraine, n. 1984)
- Andrew Vilk, ex rugbista a 15, ex rugbista a 7 e allenatore di rugby inglese (Londra, n. 1981)
- Andy Ward, ex rugbista a 15, allenatore di rugby a 15 e preparatore atletico neozelandese (Whangarei, n. 1970)

## Saltatori con gli sci(1)
- Andrew Urlaub, saltatore con gli sci statunitense (n. 2001)

## Sassofonisti(1)
- Andy Kirk, sassofonista statunitense (Newport, n. 1898 - † 1992)

## Scacchisti(3)
- Andrew Hong, scacchista statunitense (Santa Clara, n. 2004)
- Andrew Soltis, scacchista statunitense (Hazleton, n. 1947)
- Andrew Tang, scacchista statunitense (Naperville, n. 1999)

## Sceneggiatori(5)
- Andrew Bergman, sceneggiatore, regista e romanziere statunitense (New York, n. 1945)
- Andy Breckman, sceneggiatore e conduttore radiofonico statunitense (Filadelfia, n. 1955)
- Andrew Davies, sceneggiatore e scrittore britannico (Rhiwbina, n. 1936)
- Andy Merrill, sceneggiatore e doppiatore statunitense (Newark, n. 1966)
- Andrew Kevin Walker, sceneggiatore statunitense (Altoona, n. 1964)

## Schermidori(1)
- Andrew Mackiewicz, schermidore statunitense (Westwood, n. 1995)

## Sciatori alpini(4)
- Graham Bell, ex sciatore alpino britannico (Akrotiri, n. 1966)
- Andrew Ernemann, ex sciatore alpino statunitense (Aspen, n. 1976)
- Andrew Phillips, ex sciatore alpino statunitense (n. 1989)
- Andrew Weibrecht, ex sciatore alpino statunitense (Saranac Lake, n. 1986)

## Sciatori freestyle(1)
- Andrew Longino, sciatore freestyle canadese (Calgary, n. 2002)

## Sciatori nautici(1)
- Andy Mapple, sciatore nautico britannico (Lytham St Annes, n. 1962 - Florida, † 2015)

## Scrittori(22)
- Andrew D. Chumbley, scrittore, artista e poeta inglese (Essex, n. 1967 - Essex, † 2004)
- Andrew Crumey, scrittore britannico (Glasgow, n. 1961)
- Andrew Clements, scrittore statunitense (Camden, n. 1949 - Baldwin, † 2019)
- Andrew Sean Greer, scrittore statunitense (Washington, n. 1970)
- Andrew Gross, scrittore statunitense (New York, n. 1952 - Purchase, † 2025)
- Andrew Henderson, scrittore e drammaturgo scozzese (Roxburghshire, † 1775)
- Andrew Michael Hurley, scrittore britannico (Preston, n. 1975)
- Andrew Klavan, scrittore e sceneggiatore statunitense (New York, n. 1954)
- Andrew Krivak, scrittore statunitense (Wilkes-Barre, n. 1963)
- Andrew Lang, scrittore e poeta britannico (Selkirk, n. 1844 - Banchory, † 1912)
- Andrew Lih, scrittore statunitense
- Andrew Martin, scrittore e giornalista britannico (York, n. 1962)
- Andrew Miller, scrittore britannico (Bristol, n. 1960)
- Andrew Neiderman, scrittore statunitense (Brooklyn, n. 1940)
- Andrew O'Hagan, scrittore scozzese (Glasgow, n. 1968)
- Andrew Murray Scott, romanziere e poeta scozzese (Aberdeen, n. 1955)
- Andrew Sinclair, scrittore, storico e biografo britannico (Oxford, n. 1935 - † 2019)
- Andrew Phillip Smith, scrittore e editore britannico (Penarth, n. 1966)
- Andrew Sullivan, scrittore, giornalista e attivista inglese (South Godstone, n. 1963)
- Andrew Taylor, scrittore britannico (Anglia orientale, n. 1951)
- Andrew Vachss, scrittore statunitense (New York, n. 1942 - † 2021)
- Andrew White Tuer, scrittore, editore e tipografo britannico (Sunderland, n. 1838 - Londra, † 1900)

## Sensitivi(1)
- Andrew Jackson Davis, sensitivo statunitense (New York, n. 1826 - Boston, † 1910)

## Skater(1)
- Andrew Reynolds, skater statunitense (Lakeland, n. 1978)

## Slittinisti(1)
- Andrew Sherk, slittinista statunitense (n. 1992)

## Storici(3)
- Andrew C.S. Peacock, storico inglese (n. 1976)
- Andrew Bertie, storico e religioso britannico (Londra, n. 1929 - Roma, † 2008)
- Andrew Cunningham McLaughlin, storico statunitense (Beardstown, n. 1861 - † 1947)

## Stuccatori(1)
- Lorenzo Giuntini, stuccatore inglese (Cheltenham - Londra, † 1920)

## Stuntman(1)
- Andy Jones, stuntman e tuffatore statunitense (Anchorage, n. 1985)

## Taekwondoka(1)
- Andrew Deer, taekwondoka britannico (Tamworth, n. 1987)

## Tastieristi(2)
- Andrew Fletcher, tastierista e musicista britannico (Nottingham, n. 1961 - Londra, † 2022)
- Andrew Giddings, tastierista britannico (Pembury, n. 1963)

## Tennisti(11)
- Andrew Drew, tennista statunitense (n. 1885 - Bath Township, † 1913)
- Andrew Florent, tennista australiano (Melbourne, n. 1970 - † 2016)
- Andrew Foster, ex tennista britannico (Stoke-on-Trent, n. 1972)
- Andrew Harris, tennista e allenatore di tennis australiano (Box Hill, n. 1994)
- Andrew Ilie, ex tennista australiano (Bucarest, n. 1976)
- Andrew Jarrett, ex tennista britannico (Belper, n. 1958)
- Andrew Kratzmann, ex tennista australiano (Murgon, n. 1971)
- Andrew Pattison, ex tennista zimbabwese (Pretoria, n. 1949)
- Andrew Richardson, ex tennista e allenatore di tennis britannico (Peterborough, n. 1974)
- Andy Roddick, ex tennista statunitense (Omaha, n. 1982)
- Andrew Sznajder, ex tennista canadese (Preston, n. 1967)

## Teologi(1)
- Andrew Linzey, teologo e presbitero inglese (n. 1952)

## Triatleti(3)
- Andrew Johns, triatleta britannico (Peterborough, n. 1973)
- Andy Potts, triatleta statunitense (Hershey, n. 1976)
- Andrew Talansky, triatleta e ex ciclista su strada statunitense (Miami, n. 1988)

## Triplisti(1)
- Andrew Owusu, ex triplista e lunghista ghanese (n. 1972)

## Tuffatori(1)
- Andrew Capobianco, tuffatore statunitense (Mineola, n. 1999)

## Velisti(2)
- Andrew Simpson, velista britannico (Chertsey, n. 1976 - San Francisco, † 2013)
- Blair Tuke, velista neozelandese (Kawakawa, n. 1989)

## Velocisti(4)
- Andrew Hudson, velocista statunitense (Cibolo, n. 1996)
- Andrew Rock, velocista statunitense (Marshfield, n. 1982)
- Andy Stanfield, velocista statunitense (Washington, n. 1927 - Livingston, † 1985)
- Andrew Valmon, ex velocista statunitense (Toms River, n. 1965)

## Vescovi cattolici(1)
- Andrew Harmon Cozzens, vescovo cattolico statunitense (Denver, n. 1968)

## Viaggiatori(1)
- Andrew Burnaby, viaggiatore e presbitero britannico (Ashfordby, n. 1732 - Blackheath, † 1812)

## Violinisti(2)
- Andrew Manze, violinista e direttore d'orchestra britannico (Beckenham, n. 1965)
- Andrew Powell, violinista, tastierista e produttore discografico britannico (Londra, n. 1949)

## Wrestler(6)
- Andrew Everett, wrestler statunitense (Burlington, n. 1992)
- Luke Gallows, wrestler statunitense (Cumberland, n. 1983)
- Andrew Leavine, wrestler statunitense (Brooksville, n. 1987)
- Drew McIntyre, wrestler britannico (Ayr, n. 1985)
- Damian Slater, wrestler australiano (Adelaide, n. 1987)
- Test, wrestler canadese (Whitby, n. 1975 - Tampa, † 2009)

## Zoologi(1)
- Andrew Thomas Smith, zoologo statunitense (n. 1946)

## Senza attività specificata(6)
- Andrew Jackson, effettista inglese
- Andy Jackson, tecnico del suono britannico
- Andrew R. Jones, effettista statunitense (San Francisco, n. 1972)
- Andrew Lockley, effettista britannico (Gosport, n. 1971)
- Andrew Veyette, ex ballerino statunitense (Denver, n. 1982)
- Andrew Whitehurst, effettista britannico